# Tatort: Wir werden ihn Mischa nennen
Wir werden ihn Mischa nennen ist ein österreichischer Fernsehkrimi aus dem Jahr 1986. Das Drehbuch schrieben Kurt Junek und Harald Mini, Regie führte ebenfalls Kurt Junek. Es war die insgesamt 186. Tatort-Folge und der neunte und letzte Fall von Oberinspektor Hirth (Kurt Jaggberg), allerdings waren von diesen neun Folgen nur drei Folgen der offiziellen Tatort-Reihe, die übrigen sechs waren Tatort-Folgen des ORF, die nur dort erstausgestrahlt und teilweise in Deutschland gar nicht im Fernsehen gezeigt wurden. Hirth und sein Team haben es mit einem Bankraub mit Todesfolge sowie den Rachegelüsten der Verwandtschaft des Opfers zu tun.

## Handlung
Die hochschwangere Helga Waschinski unterzieht sich der Vorsorgeuntersuchung, sie und ihr Mann wollen ihr Kind „Mischa“ nennen. Auf dem Heimweg wird Helga zufällig Zeugin eines Banküberfalls, sie erkennt einen der Täter, den sie als „Kurt“ anspricht. Daraufhin schießt dessen Komplize sie nieder und entführt ein kleines Mädchen, das die Tat beobachtet hat. Zusätzlich überfahren die Täter bei der Flucht Helga Waschinski. Die beiden Bankräuber, Kurt Schneider und sein Komplize Helmut Horvath, geraten in Streit. Kurt bestreitet, die Zeugin gekannt zu haben. Er ist schockiert, dass Helmut geschossen hat, und meint, dass er sich nicht auf den Bankraub eingelassen hätte, wenn er ihm einen Mord zugetraut hätte. Er würde nicht zulassen, dass die beiden auch das kleine Mädchen umbringen. Unterdessen treffen Hirth und sein Team am Tatort ein, von den Zeugen bekommen sie nur vage Aussagen. Im Krankenhaus erfährt Hirth, dass der Zustand von Helga Waschinski äußerst kritisch ist und sie mit dem Tod ringt. Er überbringt ihrem Mann Hermann die schreckliche Nachricht.
Schulz konnte unterdessen in Erfahrung bringen, dass das entführte Mädchen Sabine Preber heißt und auf dem Heimweg an der Bank vorbeigegangen war. Hermann Waschinski erfährt unterdessen vom lebensbedrohlichen Zustand seiner Frau und sieht sich von den Ärzten vor die Wahl gestellt, sein Kind per Kaiserschnitt zur Welt zu bringen mit der Gefahr, dass seine Frau die Geburt nicht überlebt oder dass eventuell beide sterben im Verlauf der nächsten Tage. Fichtl und Hollocher versuchen, im Umfeld Helgas herauszufinden, ob diese einen Kurt kannte, doch ohne Erfolg. Sabine ist mittlerweile wieder aufgetaucht, doch das Mädchen kann zunächst keine Hinweise liefern. Hermann hat sich dazu durchgerungen, dass sein Sohn zur Welt gebracht werden soll. Dr. Putner und Schulz haben in der Nähe des Fundorts von Sabine das Fluchtauto gefunden, haben aber keine weiteren Hinweise daraus bekommen. Unterdessen kommt Mischa zur Welt, Helga Waschinski allerdings hat die Geburt nicht überlebt. Fichtl kann von der kleinen Sabine bestätigt bekommen, dass einer der Männer Kurt hieß, der andere hieß Hartmut oder Helmut.
Viktoria Neumann, eine gute Studienfreundin Helgas, ruft Hermann Waschinski an und teilt ihm mit, dass ihr ein Kurt Ratzinger eingefallen ist, der Dozent an der Uni war. Sie hatte zuvor vergeblich versucht, Fichtl diesen Hinweis telefonisch zu geben. Waschinski sucht Dr. Ratzinger in dessen Büro in der Universität auf. Als dieser sich an Helga nicht erinnern kann, geht Waschinski wie von Sinnen auf Ratzinger los und schlägt ihn krankenhausreif, bevor Fichtl, der inzwischen von Frau Neumann informiert worden ist, dazwischengehen kann. Helgas Schwester Sylvia Stamitz kann den Beamten auch nicht weiterhelfen, sie ist sich sicher, dass ihre Schwester keinen Kurt gekannt habe. Inspektor Schulz macht unterdessen einen Alleingang, bei dem er sich mit einem SEK bis auf die Knochen blamiert. Helmut Horvath dringt darauf, dass sein Komplize ihm endlich sagen solle, woher er Helga gekannt habe, doch Kurt Schneider kann sich nicht erinnern, Kurt meint, der Mord sei Helmuts Angelegenheit, doch Helmut macht Kurt klar, dass auch er mit drinstecke, und schickt ihn zu Helgas Begräbnis, damit er sich erinnern soll, woher er Helga kennt. Obwohl Hirth und sein gesamtes Team bei der Beerdigung zugegen sind, bleibt Kurt auf der Beerdigung, auf der er Sylvia sieht, unbehelligt und weiß auch wieder, woher er Helga kennt. Er versichert seinem Komplizen, dass Sylvia sie nicht verraten würde.
Hermann Waschinski erfährt unterdessen, dass Mischa in der Nacht im Krankenhaus verstorben ist. Nunmehr sinnen er und sein Schwiegervater Josef Koplinger unabhängig voneinander auf Rache und wollen die Suche nach dem Täter selbst in die Hand nehmen. Waschinski besorgt sich eine Waffe, während Koplinger als Jäger bereits Gewehre zu Hause hat. Kurz darauf sucht Waschinski seine Schwägerin Sylvia auf, er ist überzeugt, dass sie wisse, wer Kurt ist. Sie müsse es wissen, weil er und sein Schwiegervater es nicht wüssten, es bleibe nur sie übrig. Im Übrigen habe sie auf die Frage, ob sie einen Kurt kenne, ausweichend geantwortet. Unter Tränen gesteht Sylvia ihrem Schwager, dass sie mit Kurt ein Verhältnis gehabt habe, als sie mit ihrem Mann Toni schon verlobt gewesen sei, und dass Kurt der Vater des gemeinsamen Sohnes sei. Damit Waschinski ihrem Mann nichts erzählt, verrät Sylvia ihm die Adresse von Kurt Schneider. Während Waschinski dorthin fährt, grübeln Hirth und Hofrat Dr. Putner über den Fall. Putner war bei der Vernehmung von Sylvia aufgefallen, dass diese seltsame Formulierungen benutzt hatte, er bittet Hirth, das Protokoll noch einmal durchzusehen. Der kleinen Sabine ist unterdessen der Name von Kurt Schneider eingefallen, ihr Vater informiert Inspektor Fichtl und ein Wettlauf beginnt. Während Hirth und sein Team erst den „richtigen“ Kurt Schneider ausfindig machen müssen, stellt Waschinski diesen und seinen Komplizen Helmut, doch als er Schneider erschießen will, kommt ihm aus dem Hinterhalt jemand zuvor. Die Beamten kommen dazu und können Helmut verhaften und Waschinski entwaffnen, doch auch Helmut wird aus dem Hinterhalt niedergeschossen. Josef Koplinger tritt heraus und übergibt den Beamten wortlos sein Jagdgewehr, ob Helmut und Kurt durchkommen, können die Ärzte noch nicht sagen.

## Einschaltquote und Hintergrund
Wir werden ihn Mischa nennen erreichte bei seiner Erstausstrahlung am 21. September 1986 19,8 Mio. Zuschauer und eine Einschaltquote von 50,0 %. Die Folge wurde zwischen dem Februar und April 1986 in Wien und Umgebung gedreht.

## Kritik
TV Spielfilm bewertete den Film positiv und meint: „Spannend und beklemmend: ‚Tatort de luxe‘“.